# 2527 Gregory
2527 Gregory eller 1981 RE är en asteroid i huvudbältet som upptäcktes den 3 september 1981 av den amerikanske astronomen Norman G. Thomas vid Anderson Mesa Station. Den har fått sitt namn efter upptäckarens yngste son Bruce Gregory Thomas.